# Muhaimin Suhaimi
Muhammad Muhaimin Bin Suhaimi (* 20. Februar 1995 in Singapur) ist ein singapurischer Fußballspieler.
Muhaimin Suhaimi ist der Bruder von Muhelmy Suhaimi.

## Karriere

### Verein
Muhaimin Suhaimi erlernte das Fußballspielen in der National Football Academy in Singapur. Von 2014 bis 2017 stand er bei den Young Lions unter Vertrag. Die Young Lions sind eine U23-Mannschaft, die 2002 gegründet wurde. In der Elf spielen U23-Nationalspieler und auch Perspektivspieler. Ihnen soll die Möglichkeit gegeben werden, Spielpraxis in der ersten Liga, der S. League, zu sammeln. Für die Lions absolvierte er 39 Erstligaspiele und schoss dabei vier Tore. 2018 wechselte er zum Ligakonkurrenten Hougang United.

### Nationalmannschaft
Muhaimin Suhaimi spielte 2010 zweimal in der U23-Nationalmannschaft. Mit der Mannschaft gewann er die Bronzemedaille bei den Olympischen Jugendspielen in Singapur.

## Erfolge
Singapur U23 Nationalmannschaft
- Olympische Jugendspiele: 2010